# Amazonides aleuca
Amazonides aleuca är en fjärilsart som beskrevs av Louis Beethoven Prout. Amazonides aleuca ingår i släktet Amazonides och familjen nattflyn. Inga underarter finns listade i Catalogue of Life.